# Хазенкруг
Хазенкруг (нем. Hasenkrug) — община в Германии, в земле Шлезвиг-Гольштейн. 
Входит в состав района Зегеберг. Подчиняется управлению Бад Брамштедт-Ланд.  Население составляет 355 человек (на 31 декабря 2010 года). Занимает площадь 5,2 км².